# Hilaíra

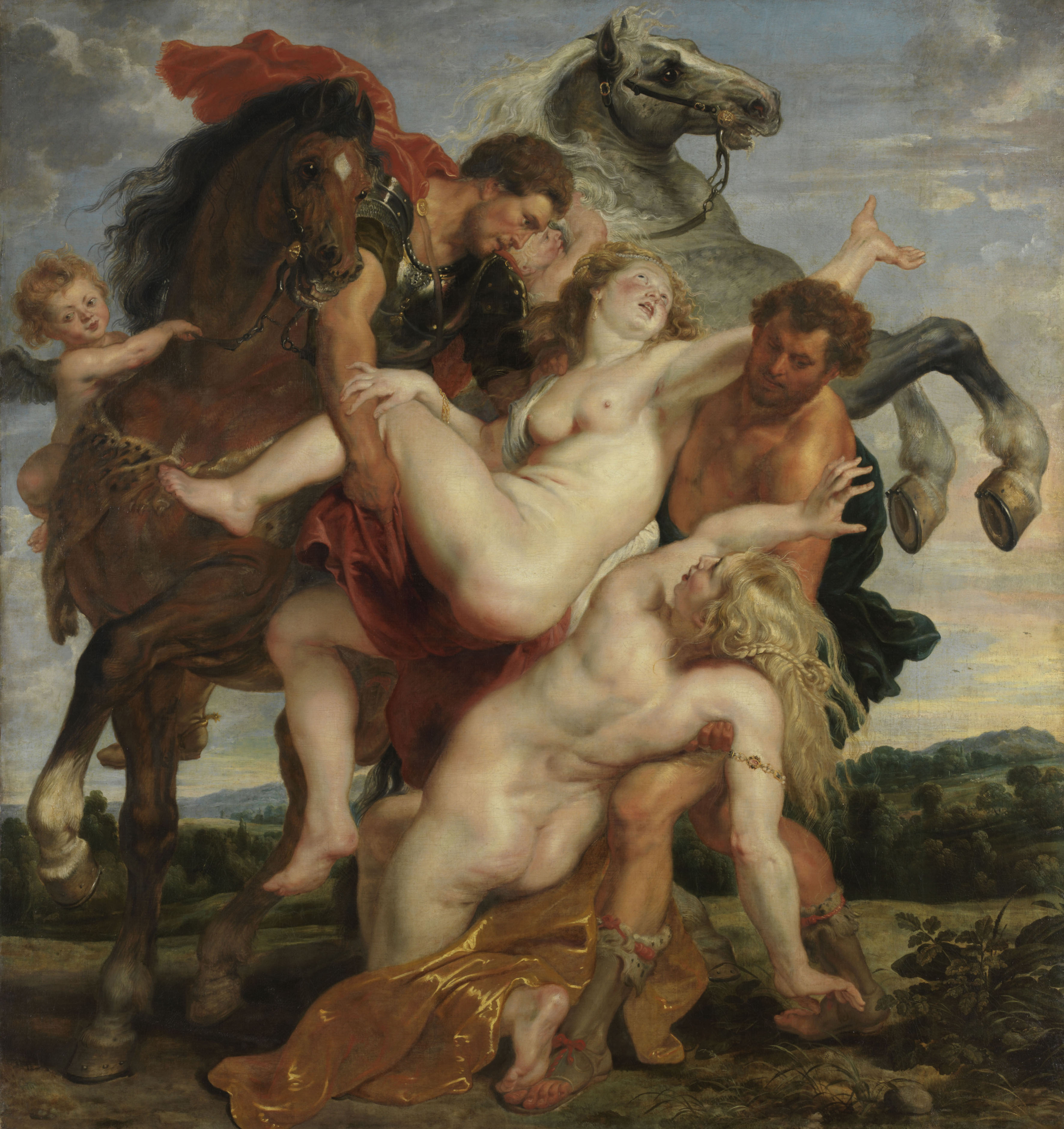
"El rapto de las hijas de Leucipo" de Rubens, 1616.

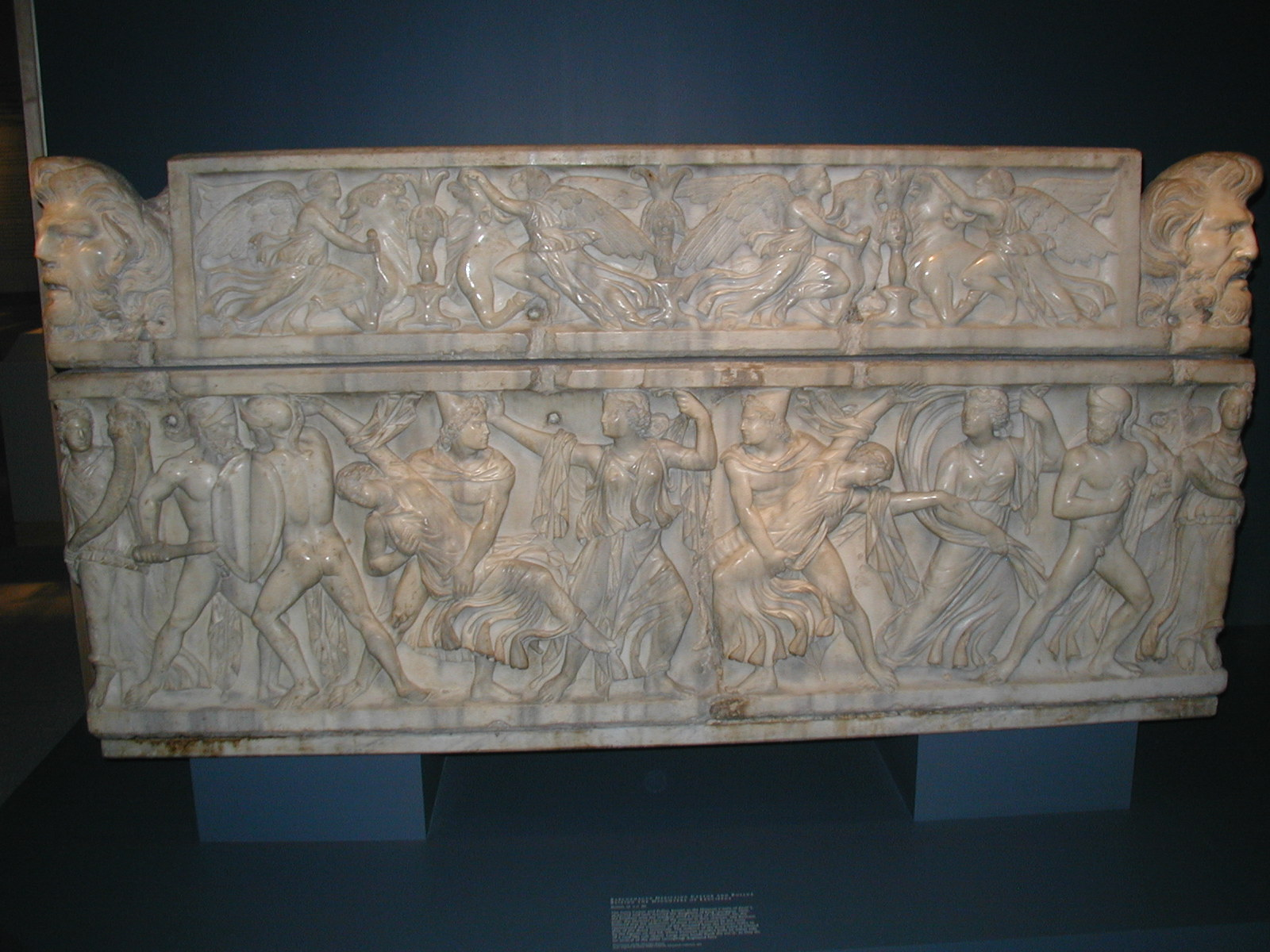
Sarcófago romano con Cástor y Pólux tomando a Febe y a Hilaíra, c. 160.

Hilaíra o Hilaera (del griego antiguo: Ἱλάειρα) fue una princesa mesenia en la mitología griega.

## Genealogía
Hilaíra era hija de Leucipo de Mesenia y de Filódice, hija de Ínaco. Ella y su hermana Febe son conocidas usualmente como las Leucípides (es decir, 'hijas de Leucipo'). Hilaíra, finalmente, se casó con Cástor y le dio un hijo, llamado Anogón o Anaxis, pero otros añaden también a otro hijo, Aulotoe.
Algunos dicen que Apolo tuvo un galanteo amoroso con Leucipo y también con la esposa de éste. También se dice en las Ciprias que las Leucípides eran hijas de Apolo.

## Mitología
Hilaíra y Febe eran sacerdotisas de Artemisa y Atenea, y se comprometieron con Linceo e Idas, hijos de Afareo. Castor y Pólux, los dióscuros, se enamoraron de su belleza e "inflamados de amor", las secuestraron con ayuda de Eros. Cuando Idas y Linceo intentaron rescatar a sus prometidas, ambos fueron asesinados, pero el propio Cástor cayó. Pólux persuadió a Zeus para que le permitiera compartir su inmortalidad con su hermano.